# En Attendant les hirondelles
En Attendant les hirondelles é um filme de drama francês de 2017 dirigido e escrito por Karim Moussaoui. Protagonizado por Aure Atika, estreou no Festival de Cannes 2017, no qual competiu para Un certain regard.

## Elenco
- Aure Atika